# Nery Velásquez
Velásquez  Lara est un nom espagnol. Le premier nom de famille, en général paternel, est Velásquez ; le second, en général maternel, souvent omis, est Lara.
Nery Felipe Velásquez Lara, né le 17 octobre 1980 à Poptún (département du Petén), est un coureur cycliste guatémaltèque. Contrôlé positif pour la deuxième fois, lors de la onzième étape du Tour du Guatemala 2009, il est banni à vie.

## Repères biographiques
Depuis une dizaine d'années, Velásquez vit à La Esperanza, dans le département de Quetzaltenango. Il fut un des plus grands coureurs de sa génération, au Guatemala. 
Par exemple, en octobre 2007, il remporte au sprint, son quatrième titre national. Mais sa carrière cycliste est entachée par deux contrôles positifs. En 2004, il est l'un des neuf coureurs ayant fait l'objet d'un contrôle antidopage positif durant le Tour du Guatemala, dont il avait pris la neuvième place. Il en a été déclassé et suspendu deux ans. 
Début 2009, il subit un terrible accident qui jette un doute sur ses possibilités de reprendre la compétition. Mais deux mois plus tard, il reprend l'entraînement, partant en stage au Venezuela s'entraîner avec Manuel Medina ou José Rujano. Revenant peu de temps avant le départ de son Tour national, il réussit l'exploit de le remporter. Mais des traces de boldenone (en) sont retrouvées dans ses urines. Malgré le vol rocambolesque des échantillons et des soupçons de vice de forme lors du contrôle, l'UCI confirme la suspension à vie du coureur, en février 2010. Velásquez s'insurge  notamment qu'un stéroïde anabolisant comme la boldenone aurait dû se retrouver dans ses urines à chaque test et non dans un seul. Il suppose qu'il a ingéré ce médicament vétérinaire en consommant de la viande d'un bovin, traité avec ce stéroïde.

## Palmarès
- 2001
  - 3e de la Vuelta de la Juventud Guatemala
- 2002
  -  Champion du Guatemala sur route
  - Vuelta de la Juventud Guatemala
  - 4e et 9e étapes du Tour du Guatemala
- 2003
  -  Champion du Guatemala sur route
- 2004
  -  Champion du Guatemala sur route
  - 2e étape du Tour du Guatemala
- 2007
  -  Champion du Guatemala sur route
  - 4e étape du Tour du Guatemala
- 2008
  - 4e étape du Tour du Guatemala
- 2009
  - 3e étape du Tour du Nicaragua
  - 1re, 2e, 5e et 7e étapes du Tour du Guatemala
  - Classement général du Tour du Guatemala
  - 2e du Tour du Nicaragua